# Джасім (нохія)
Нохія Джасім (араб. ناحية جاسم) — нохія  у Сирії, що входить до складу мінтаки Ізра мухафази Дар'а. Адміністративний центр — поселення Джасім.

Нохія Джасім на мапі мінтака Ізра

До нохії належать такі поселення:
- Джасім → (Jasim);
- Німер → (Nimer).